# París-Tours 1988
La París-Tours 1988 fue la 82.ª edición de la clásica París-Tours. Se disputó el 9 de octubre de 1988 y el vencedor final fue el neerlandés Peter Pieters del equipo TVM-Van Schilt.

## Clasificación general
|    | Ciclista                | Equipo                | Tiempo     |
| -- | ----------------------- | --------------------- | ---------- |
| 1  | Peter Pieters           | TVM-Van Schilt        | 8h 28' 44" |
| 2  | Jan Goessens            | Lotto-Merckx          | m. t.      |
| 3  | Sean Kelly              | KAS-Mavic             | m. t.      |
| 4  | Marnix Lameire          | AD Renting            | m. t.      |
| 5  | Gino De Backer          | AD Renting            | m. t.      |
| 6  | Eric Vanderaerden       | Panasonic-Isostar     | m. t.      |
| 7  | Wilfried Peeters        | Sigma Paints-Fina     | m. t.      |
| 8  | Corneille Daems         | S.e.f.b.-Tonissteiner | m. t.      |
| 9  | Jean-Pierre Heynderickx | Sigma Paints-Fina     | m. t.      |
| 10 | Hendrik Redant          | Isoglass-Evs-Robland  | m. t.      |